# Катунино (Сергиево-Посадский район)
Катунино — деревня в Сергиево-Посадском районе Московской области России, входит в состав сельского поселения Селковское.

## Население
| 1835 | 1850 | 1857 | 1859 | 1895 | 1905 | 1926 | 2002 |
| ---- | ---- | ---- | ---- | ---- | ---- | ---- | ---- |
| 42   | ↘39  | ↗43  | ↘39  | ↗47  | ↗67  | ↗94  | ↘1   |
| 2006 | 2010 |      |      |      |      |      |      |
| →1   | →1   |      |      |      |      |      |      |

## География
Деревня Катунино расположена на севере Московской области, в северной части Сергиево-Посадского района, примерно в 81 км к северу от Московской кольцевой автодороги и 31 км к северу от станции Сергиев Посад Ярославского направления Московской железной дороги.
В 17 км юго-восточнее деревни проходит Ярославское шоссе М8, в 21 км к юго-западу — Московское большое кольцо А108, в 1 км к западу — автодорога Р104. Ближайшие населённые пункты — деревни Мергусово и Селково.

## История
В «Списке населённых мест» 1862 года — казённая деревня 2-го стана Переяславского уезда Владимирской губернии по правую сторону Углицкого просёлочного тракта, от границы Александровского уезда к Калязинскому, в 50 верстах от уездного города и 49 верстах от становой квартиры, при колодце, с 7 дворами и 39 жителями (17 мужчин, 22 женщины).
По данным на 1895 год — деревня Хребтовской волости Переяславского уезда с 47 жителями (22 мужчины, 25 женщин). Основным промыслом населения являлось изготовление борон, 2 человека уезжали в качестве фабричных рабочих на отхожий промысел в Москву и уезды.
По материалам Всесоюзной переписи населения 1926 года — деревня Селковского сельсовета Хребтовской волости Сергиевского уезда Московской губернии в 5 км от Угличско-Сергиевского шоссе и 38 км от станции Сергиево Северной железной дороги; проживало 94 человека (40 мужчин, 54 женщины), насчитывалось 20 хозяйств (19 крестьянских).
С 1929 года — населённый пункт Московской области в составе:
- Селковского сельсовета Константиновского района (1929—1957)[13],
- Селковского сельсовета Загорского района (1957—1959)[14],
- Торгашинского сельсовета Загорского района (1959—1963, 1965—1991)[15][16],
- Торгашинского сельсовета Мытищинского укрупнённого сельского района (1963—1965)[17][16],
- Торгашинского (до 09.01.1991) и Селковского сельсоветов Сергиево-Посадского района (1991—1994)[16],
- Селковского сельского округа Сергиево-Посадского района (1994—2006)[18],
- сельского поселения Селковское Сергиево-Посадского района (2006 — н. в.)[19][20].